# 秋田市立山王中学校
秋田市立山王中学校（あきたしりつさんのうちゅうがっこう）は、秋田県秋田市山王にある公立中学校。

## 概要
1953年（昭和28年）に、秋田市立高陽中学校と秋田市立成和中学校を統合して設立された。
学校教育法の施行により、1947年（昭和22年）4月1日、秋田市立の新制中学校として久保田（明徳、中通区）、泰平（築山、牛島区）、高陽（保戸野、旭北区）、成和（旭南、川尻区）、手形（旭川、添川、藤倉、広面区）、土崎（土崎区）、高清水（寺内区）、日新（新屋区）の8中学校が設置された（括弧内は小学区）。各学校の位置（1947年6月現在）は久保田（下中城町）、泰平（楢山南新町）、高陽（保戸野原ノ町）、成和（馬口労町）、手形（手形向搦田）、土崎（土崎港町琴平）、高清水（寺内町将軍野）、日新（新屋町新町後）である。
その後、1953年（昭和28年）4月1日、高陽、成和、久保田、泰平、手形の5中学校が廃止、統合され、山王（高陽、成和）、秋田南（泰平、久保田の一部）、秋田東（手形、久保田の一部）の3中学校が設置された。旧4中学校の校舎は1959年現在、旧高陽（山王中学校正面本部）、旧成和（私立秋田短期大学本館）、旧泰平（秋田南中学校正面本部）、旧手形（秋田東中学校）となり、旧久保田中は解体、整地され、秋田駅前の官公庁、金融・保険等のビル街の一部になった。
2004年（平成16年）に、現校舎が完成した。

## 沿革
以下、注釈の無い項目は学校の公式サイトの情報によるもの。
- 1953年（昭和28年）
  - 4月6日 - 開校。
  - 5月 - 校章制定。
- 1956年（昭和31年） - 校歌制定。
- 1962年（昭和37年） - 生徒数が東北地方で最多の2704人に達する（当時）。
- 1963年（昭和38年）11月14日 - 創立10周年記念式典挙行。
- 1966年（昭和40年）1月11日 - 校舎焼失[8]。（1年：旭北小、2年：東高校、 3年：焼残校舎で授業）
- 1967年（昭和42年）4月14日 - 新校舎竣工式挙行。
- 1968年（昭和43年）
  - 7月20日 - 英語教室、LL装置完成。
  - 9月14日 - テニスコート２面完成。
- 1970年（昭和45年） 
  - 6月26日 - プール更衣室完成。
  - 9月9日 - 柔・剣道場完成。
  - 10月-  吹奏楽部全日本吹奏楽コンクールにて初めて全国大会金賞を受賞。
- 1971年（昭和46年）7月5日 - 校舎遊歩道完成。
- 1972年（昭和47年）
  - 1月19日 - 理科観察園完成。
  - 3月31日 - 教室一棟７室完成。
  - 6月16日 - 理科教育研究会東日本大会開催。
  - 12月20日 - 彫塑場完成
- 1973年（昭和48年）
  - 9月25日 - 創立20周年記念式典挙行、記念事業（緑化・掲揚塔・温室）
  - 10月26日 - ソニー理科教育振興最優秀校
- 1974年（昭和49年）8月5日 - 初めて竿燈まつりに参加
- 1975年（昭和50年）
  - 10月7日 - 技・家全国研究大会開催
  - 10月17日 - 文部省・県・市指定特殊教育公開研究会開催
- 1976年（昭和51年）3月11日 - 緑化事業記念式、記念碑建立（可能性への挑戦）
- 1979年（昭和54年）11月21日 - 全国学校体育研究連合会表彰
- 1980年（昭和55年）
  - 8月20日 - 学校保健体育優良校表彰
  - 10月29日 - 学習指導公開研究会表彰
- 1981年（昭和56年）
  - 3月20日 - 山王中・泉中 生徒別れの会開催。
  - 4月1日 - 泉中学校と分離。
  - 8月23日 - プール更衣室改築
- 1982年（昭和57年）10月5日 - 完全給食 開始
- 1983年（昭和58年）10月23日 - 創立30周年記念の集い・授業公開
- 1986年（昭和61年）8月28日 - グランド改修工事
- 1989年（平成元年）10月4日 - 東北書写研究大会開催
- 1991年（平成3年）8月25日 - 玄関前廊下 床張り替え
- 1992年（平成4年）
  - 3月21日 -  コンピュータ室完成。
  - 4月6日 - 屋上防水工事
- 1993年（平成5年）11月6日 - 創立40周年記念式典挙行。
- 2000年（平成12年）4月1日 - ブレザー型新制服採用。
- 2003年（平成15年）2月25日 - 学校創立50周年記念式典挙行。
- 2004年 （平成16年）- 新校舎竣工。
- 2005年（平成17年）11月2日 - 新校舎竣工記念式典挙行。
- 2012年（平成24年）6月25日 - 創立60年記念植樹（桜5本）
- 2013年（平成25年）
  - 3月25日 - 太陽光発電パネル設置。
  - 8月10日 - テニスコート改修工事。
  - 11月2日 - 創立60周年記念式典挙行。
- 2015年（平成27年）1月5日 - コンピュータ室のパソコンをタブレット端末へ切替。
- 2018年（平成28年）12月2日 - 小さな親切運動実践推進校表彰。
- 2021年（令和3年）
  - 3月12日 - GIGAスクール環境整備完了。
  - 12月10日 - 普通教室へのエアコン設置完了。

## 諸活動

### 部活動
- 陸上競技部
- 野球部
- サッカー部
- バレー部
- ソフトテニス部
- ソフトボール部
- バスケットボール部
- 卓球部
- バトン部
- 水泳部
- 剣道部
- 柔道部
- 美術部
- 放送部
- 科学部
- 吹奏楽部

1962年に全日本吹奏楽コンクール全国大会に初出場して以来、現在までに33回の全日本吹奏楽コンクール出場を果たしている（うち金賞15回）。1995年に11年ぶりの全日本吹奏楽コンクール全国大会出場、金賞受賞を果たした。
また、初代顧問であった木内博は秋田県の音楽の発展に大きく貢献したとして、没後『木内音楽賞』が創設され、秋田県の音楽関係者で目覚しい活躍をした人に与えられている。

## 所在地
- 〒010-0951 秋田県秋田市山王三丁目1番24号[1]

秋田市の中心部にあり、斜め向かい（北西方向）には秋田県庁第二庁舎、隣の公園を隔てた向かいは秋田県庁舎（秋田県庁の本庁舎）がある。

## 面積
- 校地面積  - 18,520 m2[2]
- 校舎面積  - 7,185 m2[2]

## 生徒数
1962年（昭和37年）には、当時の生徒数が東北地方で最多の2,704人に達した。
| 年度               | 生徒数 | 年度               | 生徒数 | 年度                      | 生徒数 | 年度              | 生徒数 |
| ------------------ | ------ | ------------------ | ------ | ------------------------- | ------ | ----------------- | ------ |
| 1953（昭和28）年度 | 1,519  | 1987（昭和62）年度 | 1,066  | 2009（平成21）年度        | 695    | 2020（令和2）年度 | 582    |
| 1954（昭和29）年度 | 1,833  | 1989（平成元）年度 | 976    | 2010（平成22）年度        | 664    | 2021（令和3）年度 | 566    |
| 1956（昭和31）年度 | 2,080  | 1993（平成5）年度  | 905    | 2011（平成23）年度        | 629    | 2022（令和4）年度 | 536    |
| 1962（昭和32）年度 | 2,704  | 1996（平成8）年度  | 746    | 2012（平成24）年度        | 619    | 2023（令和5）年度 | 536    |
| 1963（昭和33）年度 | 2.679  | 1998（平成10）年度 | 715    | 2013（平成25）年度        | 610    | 2024（令和6）年度 | 533    |
| 1967（昭和42）年度 | 1,827  | 2003（平成15）年度 | 661    | 2014（平成26）年度        | 616    | 2025（令和7）年度 | 522    |
| 1971（昭和46）年度 | 1,408  | 2004（平成16）年度 | 629    | 2015（平成27）年度        | 585    |                   |        |
| 1973（昭和48）年度 | 1,427  | 2005（平成17）年度 | 654    | 2016（平成28）年度        | 534    |                   |        |
| 1977（昭和52）年度 | 1,413  | 2006（平成18）年度 | 646    | 2017（平成29）年度        | 536    |                   |        |
| 1980（昭和55）年度 | 1,381  | 2007（平成19）年度 | 680    | 2018（平成30）年度        | 544    |                   |        |
| 1981（昭和56）年度 | 1,087  | 2008（平成20）年度 | 686    | 2019（平成31/令和元）年度 | 586    |                   |        |

## 主な学区
- 秋田市立川尻小学校学区
- 旭北小学校学区
- 保戸野小学校学区の一部
- 旭南小学校学区の一部

## 著名な卒業生
- 山田透 - アナウンサー（元RFラジオ日本・ニッポン放送。現フリー）
- 長崎宏子 - 水泳、ロサンゼルスオリンピック、ソウルオリンピック日本代表
- 石山泰稚 - プロ野球、東京ヤクルトスワローズ投手
- 齋藤正直 - 専修大学硬式野球部監督、川崎製鉄千葉元監督
- 杉本天昇 - バスケットボール選手
- 鈴木健児 -サッカー選手
- 佐川聖二 - クラリネット奏者
- いけちゃん - YouTuber